# Черновръх
Черновръх е село в Северна България. То се намира в община Трявна, област Габрово.

## География
Село Черновръх се намира в планински район.